# Kriegerdenkmal Pretzsch (Meineweh)

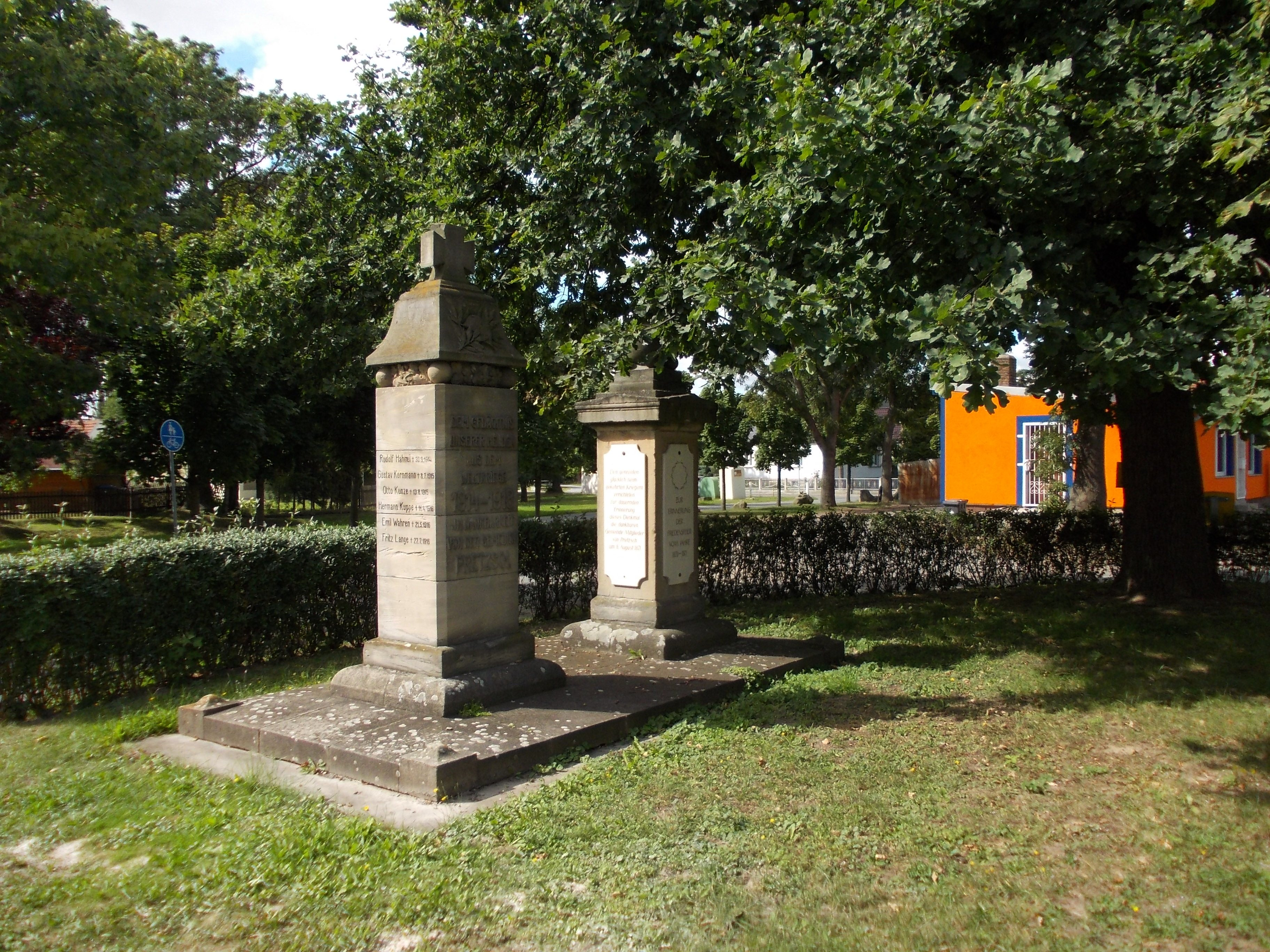
Kriegerdenkmal in Pretzsch

Das Kriegerdenkmal Pretzsch ist ein denkmalgeschütztes Kriegerdenkmal im Ortsteil Pretzsch der Gemeinde Meineweh in Sachsen-Anhalt. Im örtlichen Denkmalverzeichnis ist die Gedenkstätte unter der Erfassungsnummer 094 83812 als Baudenkmal verzeichnet.
Das Kriegerdenkmal in Pretzsch besteht aus zwei Stelen, eine für die Gefallenen der Kriege von 1866 und 1870–71 sowie eine für die Gefallenen des Ersten Weltkriegs.
Die Stele für die Gefallenen der Kriege von 1866 und 1870–71 besteht aus Sandstein und steht auf einem kleinen Sockel. Sie wurde am 6. August 1871 eingeweiht. Im oberen Teil ist die Stele mit vier kleinen Kugeln und einer großen Kugel verziert. An allen vier Seiten befinden sich Gedenktafeln. Die Inschrift der Gedenktafel an der Vorderseite lautet ZUR ERINNERUNG DER FRIEDENSFEIER VOM JAHRE 1870 - 1871, über der Inschrift wurde ein Kranz eingraviert. Die Inschrift auf der Rückseite lautet Die beistehende Eiche wurde i. Jahre 1816 zum Friedensfeste v. o. Gem. Pretzsch gepflanzt. Auf der rechten Seite lautet die Inschrift Als Krieger waren z. Fahne einberufen a. Pretzsch i. Jahre 1866 bzw. i. Jahre 1870 - 1871 und auf der linken Seite Den genannten glücklich heimgekehrten Kriegern errichteten zur dauernden Erinnerung dieses Denkmal die dankbaren Gemeinde Mitglieder von Pretzsch am 6. August 1871.
Die Stele für die Gefallenen des Ersten Weltkriegs besteht ebenfalls aus Sandstein. Die Spitze der Stele ruht auf vier Kugeln und wird von einem Eisernen Kreuz gekrönt. Weiterhin wurde die Stele mit einem Relief eines Stahlhelms mit einem Zweig verziert. Die Inschrift auf der Vorderseite lautet DEM GEDÄCHTNIS UNSERER HELDEN AUS DEM WELTKRIEGE 1914 -1918 IN DANKBARKEIT VON DER GEMEINDE PRETZSCH.
Außer diesen beiden Stelen gibt es noch eine weitere Stele, zur Erinnerung an die Gefallenen des Zweiten Weltkriegs im Ort.

## Quelle
- Kriegerdenkmal Pretzsch, abgerufen am 15. September 2017.